# Dacus maculipterus
Dacus maculipterus är en tvåvingeart som beskrevs av White 1998. Dacus maculipterus ingår i släktet Dacus och familjen borrflugor. Inga underarter finns listade i Catalogue of Life.